# Csehbánya
Csehbánya (tyska: Böhmischhütten) är en ort (by) i provinsen Veszprém i västra Ungern. Orten har 280 invånare (2024), på en yta av 12,82 km². Den ligger cirka 12,5 kilometer nordost om Ajka.